# Manulea replana
Manulea replana, là một loài bướm đêm thuộc phân họ Arctiinae. Loài này được tìm thấy ở Úc (gồm các bang New South Wales, Queensland và Tasmania).

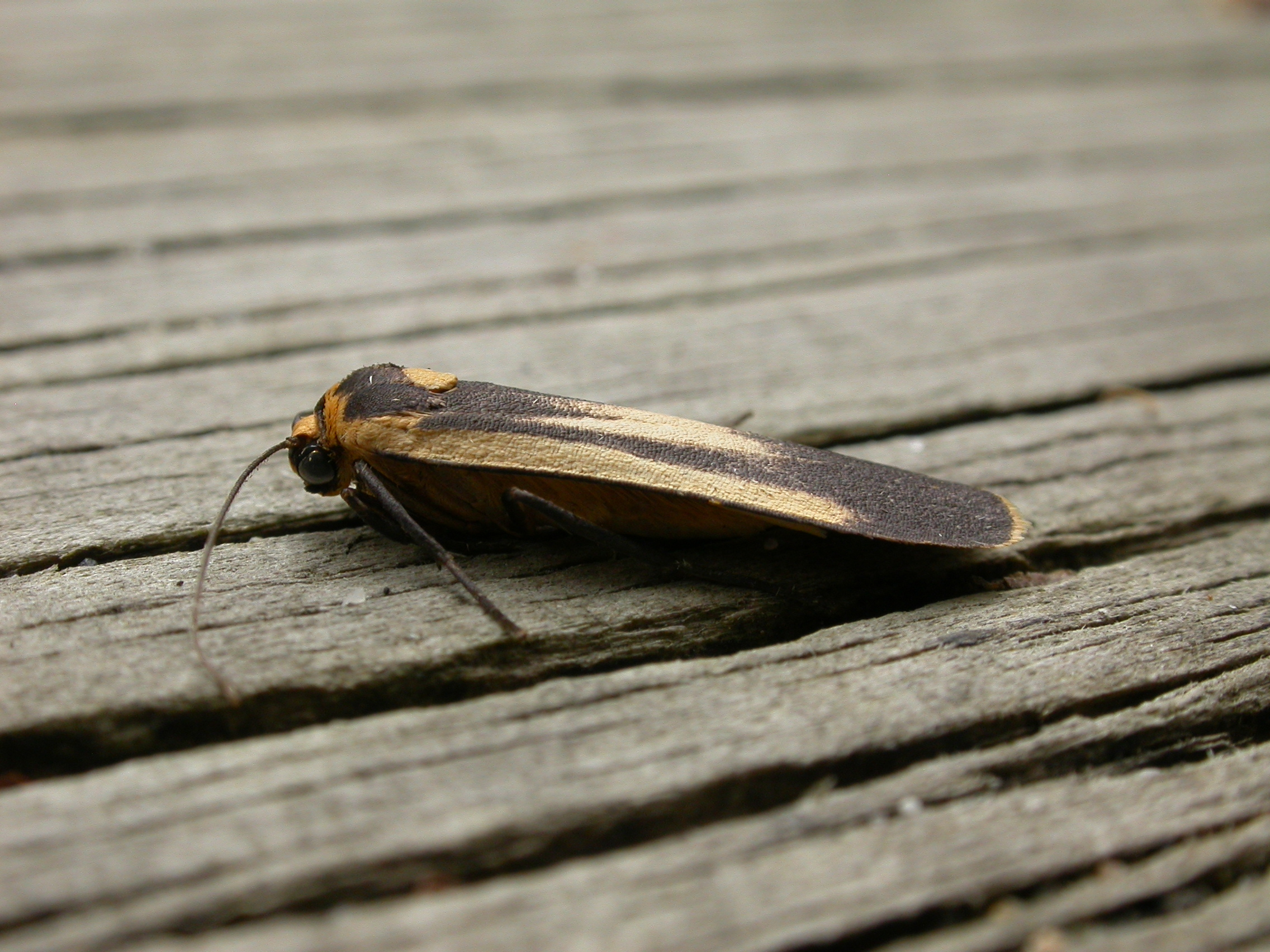

Sải cánh của loài này dài khoảng 30 mm. Con trưởng thành có màu nâu với một đường màu vàng dọc theo mép cánh trước và cánh sau có màu vàng với viền đen.